# Universitätsbibliothek Johann Christian Senckenberg
Die Universitätsbibliothek Johann Christian Senckenberg der Johann Wolfgang Goethe-Universität Frankfurt am Main ist mit über elf Millionen Medieneinheiten die größte Universitätsbibliothek in Deutschland und die fünftgrößte Bibliothek im deutschsprachigen Raum. Sie ist laut Bibliotheksgesetz des Landes Hessen Pflichtexemplarbibliothek für das Stadtgebiet Frankfurt.
Sie entstand 2005 aus der Stadt- und Universitätsbibliothek, in der nach dem Zweiten Weltkrieg mehrere Frankfurter Bibliotheken zusammengeführt worden waren – darunter die seit dem 15. Jahrhundert bestehende Stadtbibliothek und die Rothschild-Bibliothek –, und der Senckenbergischen Bibliothek.

## Geschichte
Die Stadtbibliothek hat ihre Wurzeln in einer bereits seit dem 15. Jahrhundert nachweisbaren Arbeitsbibliothek des Rates. Zur Unterbringung seiner Bestände erwarb der Rat 1510 das Haus Viole, das zum Rathauskomplex des Römer gehörte. 1668 wurde sie mit der Bibliothek des 1529 säkularisierten Barfüßerklosters in dessen Räumen zusammengelegt. 1825 bezog sie einen klassizistischen Neubau am Mainufer, die heutige Alte Stadtbibliothek.
Im Jahre 1763 stiftete der Frankfurter Stadtphysikus Johann Christian Senckenberg seine naturwissenschaftliche Bibliothek mit Publikationen aus den Bereichen Medizin, Pharmazie und Biologie, um die Ausbildung von Ärzten zu unterstützen. Auf dem Stiftungsgelände am Eschenheimer Tor entstand die Senckenbergische Bibliothek, die gemäß dem Stifterwillen nicht an die Stadt fallen sollte.
Stadtbibliothek, Rothschild-Bibliothek und Senckenbergische Bibliothek übernahmen 1914 die Literaturversorgung für die neu gegründete Universität Frankfurt am Main. 1943/44 wurde das Gebäude der Alten Stadtbibliothek bei den Luftangriffen auf Frankfurt am Main durch Fliegerbomben zerstört. Nur ein gutes Drittel der Bestände der Stadtbibliothek konnte durch Auslagerung nach Oberfranken gerettet werden, der Rest wurde vernichtet.
Nach dem Zweiten Weltkrieg wurde sie mit weiteren Bibliotheken zur Stadt- und Universitätsbibliothek Frankfurt zusammengeschlossen. Zunächst bezog sie das unzerstört gebliebene Rothschild-Palais am Untermainkai, in dem bis dahin die Freiherrlich Carl von Rothschild’sche öffentliche Bibliothek untergebracht war. Heute ist es Sitz des Jüdischen Museums.
1964 wurde sie gemeinsam mit der Senckenbergischen Bibliothek in einem vom Universitätsbaumeister Ferdinand Kramer entworfenen Neubau an der Bockenheimer Warte untergebracht. Schwerpunkt der Stadt- und Universitätsbibliothek bei der Literaturerwerbung und -vermittlung war die Bereitstellung von Medien für die Universität; die Senckenbergische Bibliothek erwarb schwerpunktmäßig medizinische, naturwissenschaftliche und technische Literatur. Seit 2005 sind Stadt- und Universitätsbibliothek und Senckenbergische Bibliothek in der Universitätsbibliothek Johann Christian Senckenberg unter Trägerschaft des Landes Hessen vereinigt. Bedingt durch den Umzug der geisteswissenschaftlichen Fachbereiche von Bockenheim auf den neuen Campus Westend und der Naturwissenschaften auf den Campus Riedberg wurde die Entwicklung des Bestands zunehmend auf die Bereichsbibliotheken an den neuen Standorten übertragen.

## Standorte

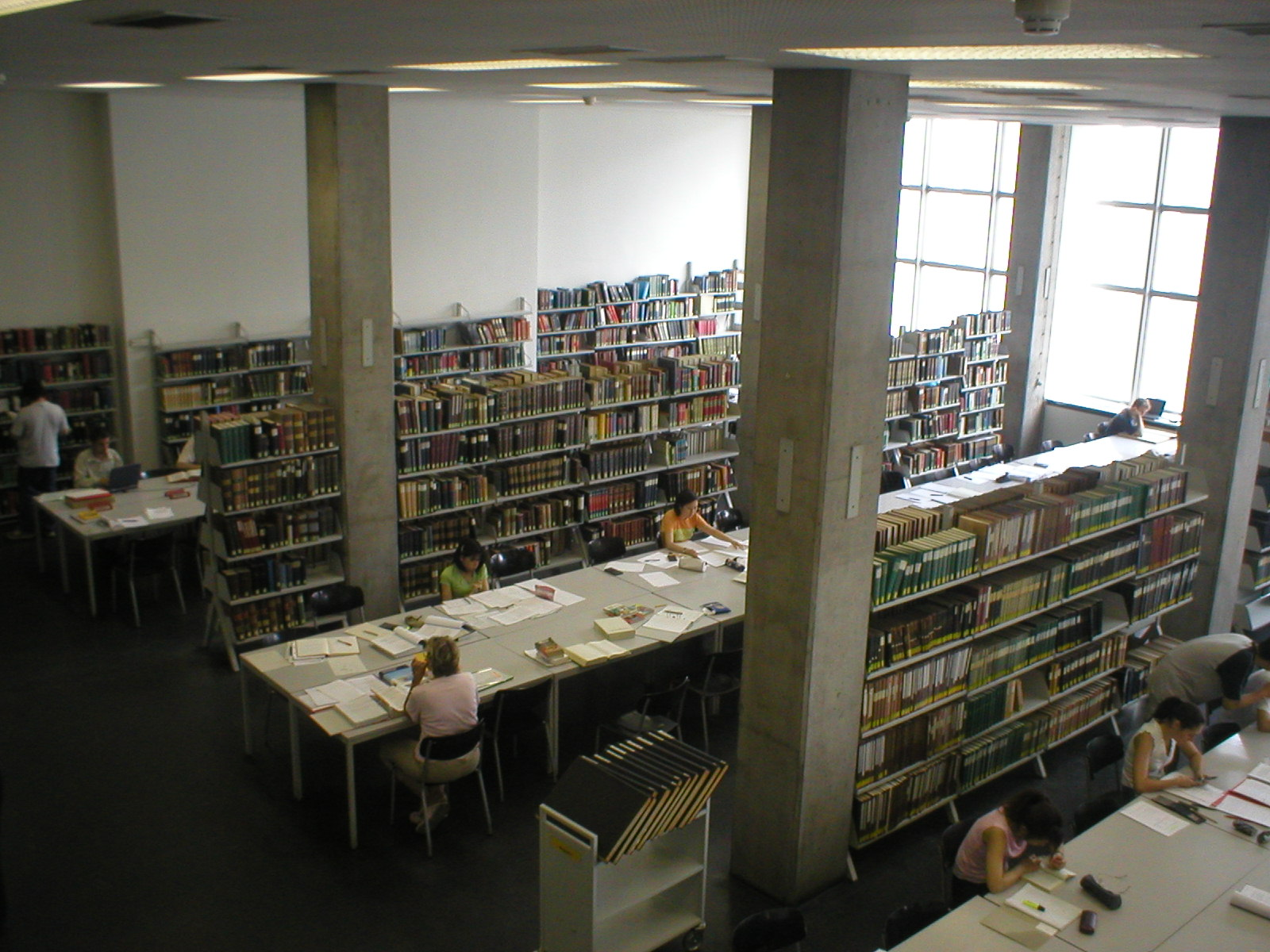
Lesesaal Geisteswissenschaften der Zentralbibliothek (2003)

Neben der Zentralbibliothek gehören mehrere Bereichsbibliotheken zur Universitätsbibliothek Johann Christian Senckenberg. Auf dem Campus Bockenheim liegen die Zentralbibliothek sowie die Mathematik- und die Informatikbibliothek im Gebäude der Informatik.
Die Sportbibliothek befindet sich auf dem Sportcampus Ginnheim, an der Ginnheimer Landstraße im Verwaltungsgebäude.
Am Campus Riedberg findet sich die Bibliothek Naturwissenschaften (BNat, im Otto-Stern-Zentrum, 1. OG), am Campus Niederrad die Medizinische Hauptbibliothek (MedHB).
Auf dem Campus Westend liegen vier Bereichsbibliotheken: Bibliothek Recht und Wirtschaft (BRuW), Bibliothek Sozialwissenschaften und Psychologie (BSP), Bibliothekszentrum Geisteswissenschaften (BzG), letztere in den Querflügeln 1 und 6 des Poelzigbaus (Zugang zur BzG im Querflügel 6 im 1. OG und 3. OG, zur BzG im Querflügel 1 nur im 3. OG). Am 27. November 2022 wurde die Bibliothek Sprach- und Kulturwissenschaften (BSKW) (B-Teil EG, 1. OG und 2. OG) in der nordöstlichen Ecke des Campus Westend eröffnet, die mehrere kleinere Bibliotheken und Spezialabteilungen aus dem Gebäude der Zentralbibliothek und anderen auf dem Campus Bockenheim in einer neuen Bibliothek unter Verantwortung und Leitung der UB zusammenführt. Dazu gehören allgemeine Sprach-, Kunst- und Musikwissenschaften, Judaistik und Islamwissenschaften sowie Landes- und Sprachstudien bezüglich Afrika und Asien.

## Archive und Sammlungen
Die Bibliothek beherbergt unter anderem im Archivzentrum Nachlässe und Privatbibliotheken von Philosophen der Frankfurter Schule sowie von Arthur Schopenhauer. Außerdem werden in der Handschriftenabteilung rund 3000 Handschriften, darunter gut 600 mittelalterliche, und knapp 2800 Inkunabeln aufbewahrt. Die meisten dieser Buchbestände stammen aus der Ratsbibliothek und aus den ehemaligen geistlichen Institutionen Bartholomäus-Stift, Leonhard-Stift, Dominikanerkloster und Karmeliterkloster. Zwei Codices mit besonders wertvollen Prachteinbänden aus Elfenbein befinden sich als Dauerleihgaben im Liebieghaus.
Sammelschwerpunkte sind Frankfurter Drucke, Sprachwissenschaften und Literaturwissenschaften, Francofurtensien, Geistesgeschichte, Sozialgeschichte und Zeitgeschichte des 19. Jahrhunderts, Judaica, Volkskunde und Völkerkunde, Afrika südlich der Sahara sowie die beschreibenden Naturwissenschaften.
Die Universitätsbibliothek Frankfurt betreute daher folgende DFG-Sondersammelgebiete: Afrika südlich der Sahara, Allgemeine und Vergleichende Literaturwissenschaft, Allgemeine und Vergleichende Sprachwissenschaft, Allgemeine Linguistik, Biologie, Botanik, Germanistik, Deutsche Sprache und Literatur, Israel, Judentum, Ozeanien, Theater und Filmkunst, Zoologie. Die Sondersammelgebiete wurden durch fünf Virtuelle Fachbibliotheken – Germanistik im Netz, ilissAfrica, medien buehne film, vifabio, vifa Linguistik – ergänzt. Nachdem die DFG die Förderung der Sondersammelgebiete Mitte der 2010er Jahre einstellte, betreibt die Universitätsbibliothek im Nachfolgeprogramm Fachinformationsdienste für die Wissenschaft sechs Fachinformationsdienste (Stand Juni 2023).
Die „Sammlung jüdischer Studien“, die für Deutschland zentral ist, hatte Aron Freimann begründet. Er war über Jahrzehnte bedeutendster jüdischer Bibliothekar Deutschlands und letzter Vorsitzender der Jüdischen Gemeinde Frankfurts vor dem Holocaust.
In den Judaica finden sich in der Abteilung „Compact Memory“ online zugängliche Digitalisate fast aller in Deutschland und Österreich erschienenen jüdischen Presse, darunter die Wortprotokolle aller Zionistischen Weltkongresse, außer dem letzten, von 1937, dessen Protokoll nur in englischer Sprache existiert.

## Kooperationen und Mitgliedschaften
Die UB ist Mitglied im Hessischen BibliotheksInformationsSystem (HeBIS).
Sie zählt zu den sechs Mitgliedsbibliotheken der Arbeitsgemeinschaft Sammlung Deutscher Drucke, in der sie für den Zeitraum 1801–1870 zuständig ist.
Seit 1977 erfasst und katalogisiert in der Frankfurter Bibliothek ein DFG-finanziertes Zentrum Handschriften verschiedener deutscher und ausländischer Bibliotheken.

## Kunst
Im Eingangsbereich der Bibliothek befindet sich die von Ossip Zadkine gefertigte Bronzeskulptur Prometheus. Die 1954 geschaffene Figur aus der griechischen Mythologie wurde 1965 in der Halle aufgestellt. Sie stellt Prometheus dar, wie er das Feuer in der Hand hält, um es den Menschen zu bringen.